# Ricardo Fabini
Ricardo Fabini Belhot (Montevideu, 6 de maio de 1967), é um velejador uruguaio que é duas vezes medalhista dos Jogos Pan-Americanos e campeão mundial da classe Snipe.

## Trajetória esportiva
A primeira participação em Jogos Olímpicos de Verão foi na edição de Barcelona 1992, onde fez parte da equipe uruguaia da classe Soling, junto com Luis Chiapparro e Nicolás Parodi. Eles terminaram a competição na 16ª posição entre 24 competidores.

Seu primeiro pódio nos Jogos Pan-Americanos foi em Mar del Plata 1995, quando sua dupla foi superada pelos cubanos e ficou com a medalha de prata.
Em 1996, o atleta participou pela segunda vez de uma edição olímpica, desta vez na classe Laser. Após o término da competição, ele ficou em 30º lugar entre 56 competidores.

Em 2019, o atleta conquistou a segunda medalha de prata nos Jogos Pan-Americanos, na classe Snipe, junto com a compatriota Florencia Parnizari. Os atletas chegaram à regata da medalha ainda com chance de título, a quatro pontos dos norte-americanos. Nesta prova, porém, os uruguaios acabaram no 5º e último lugar, finalizando a competição com 34 pontos perdidos, contra 26 da equipe dos Estados Unidos. 